# パンガシウス科
パンガシウス科（Pangasiidae）は、魚類のナマズ目に属する科である。南アジアのパキスタンから東南アジアのボルネオまでの一帯の、汽水ないし淡水域に生息する。この科は30強の種を含み、世界最大の淡水魚の一つであるメコンオオナマズ（Pangasianodon gigas）のように絶滅の危機にある種もあれば、白身魚として食用に供するため大量に養殖されている種もある。

## 分類と化石記録
パンガシウス科は単系統群を形成しているが、いくつかの研究においては本科がスキルベ科の下位分類であることが示唆されている。したがって、本科の分類学的地位は今後変更される可能性がある。
本科に属する2種の化石種が記載されている。中新世のCetopangasius chaetobranchusと、始新世のPangasius indicusがそれである。しかしながら、P. indicusについては発掘された地層の年代が公式には確定されておらず、存在した年代については議論の余地がある。したがって、信頼できる本科の最古の化石記録は中新世から発掘されたC. chaetobranchusということになる。

## 下位分類
Nelson(2016)の体系では4属に30種が分類される。FishBaseでは29種が認められている。
- Helicophagus Bleeker, 1858
  - Helicophagus leptorhynchus Ng & Kottelat, 2000
  - Helicophagus typus Bleeker, 1857
  - Helicophagus waandersii Bleeker, 1858
- パンガシアノドン属 Pangasianodon Chevey, 1931
  - メコンオオナマズ Pangasianodon gigas Chevey, 1931 (Mekong giant catfish)
  - カイヤン Pangasianodon hypophthalmus (Sauvage, 1878) (iridescent shark)
- パンガシウス属 Pangasius Valenciennes, 1840
  - バサ (魚) Pangasius bocourti Sauvage, 1880 (basa fish)
  - Pangasius conchophilus Roberts & Vidthayanon, 1991 (snail eating pangasius)
  - Pangasius djambal Bleeker, 1846
  - Pangasius elongatus Pouyaud, Gustiano & Teugels, 2002 (elongated pangasius)
  - Pangasius humeralis Roberts, 1989
  - Pangasius kinabatanganensis Roberts & Vidthayanon, 1991 (kinabatang pangasius)
  - Pangasius krempfi Fang & Chaux, 1949
  - Pangasius kunyit Pouyaud, Teugels & Legendre, 1999
  - プラーテーポー (パーテーポ) Pangasius larnaudii Bocourt, 1866 (spot pangasius)
  - Pangasius lithostoma Roberts, 1989
  - Pangasius macronema Bleeker, 1851
  - Pangasius mahakamensis Pouyaud, Gustiano & Teugels, 2002
  - Pangasius mekongensis Gustiano, Teugels & Pouyaud, 2003 (mekong pangasius)
  - Pangasius myanmar Roberts & Vidthayanon, 1991 (myanmar pangasius)
  - Pangasius nasutus (Bleeker, 1863) (long nosed pangasius)
  - Pangasius nieuwenhuisii (Popta, 1904)
  - Pangasius pangasius (Hamilton, 1822) (yellowtail catfish)
  - Pangasius polyuranodon Bleeker, 1852
  - Pangasius rheophilus Pouyaud & Teugels, 2000
  - Pangasius sabahensis Gustiano, Teugels & Pouyaud, 2003
  - パールム (パールン) Pangasius sanitwongsei Smith, 1931 (giant pangasius)
  - Pangasius silasi Dwivedi et al., 2017
- Pseudolais Vaillant, 1902
  - Pseudolais micronemus (Bleeker, 1846) (Shortbarbel pangasius)
  - Pseudolais pleurotaenia (Sauvage, 1878)

## 形態
背鰭はきわめて前方に位置し、頭部に近い。その形は縦に長く三角形になるが、英名の"Shark catfish"はこれからサメを連想したものである。臀鰭はいくぶん横方向に伸び、26-46軟条。ふつう、ヒゲは上顎と下顎に一対ずつあるが、メコンオオナマズの成体では上顎の1対のみしか持たない。寸胴の体型で、脂鰭があるのも特徴である。

## 利用

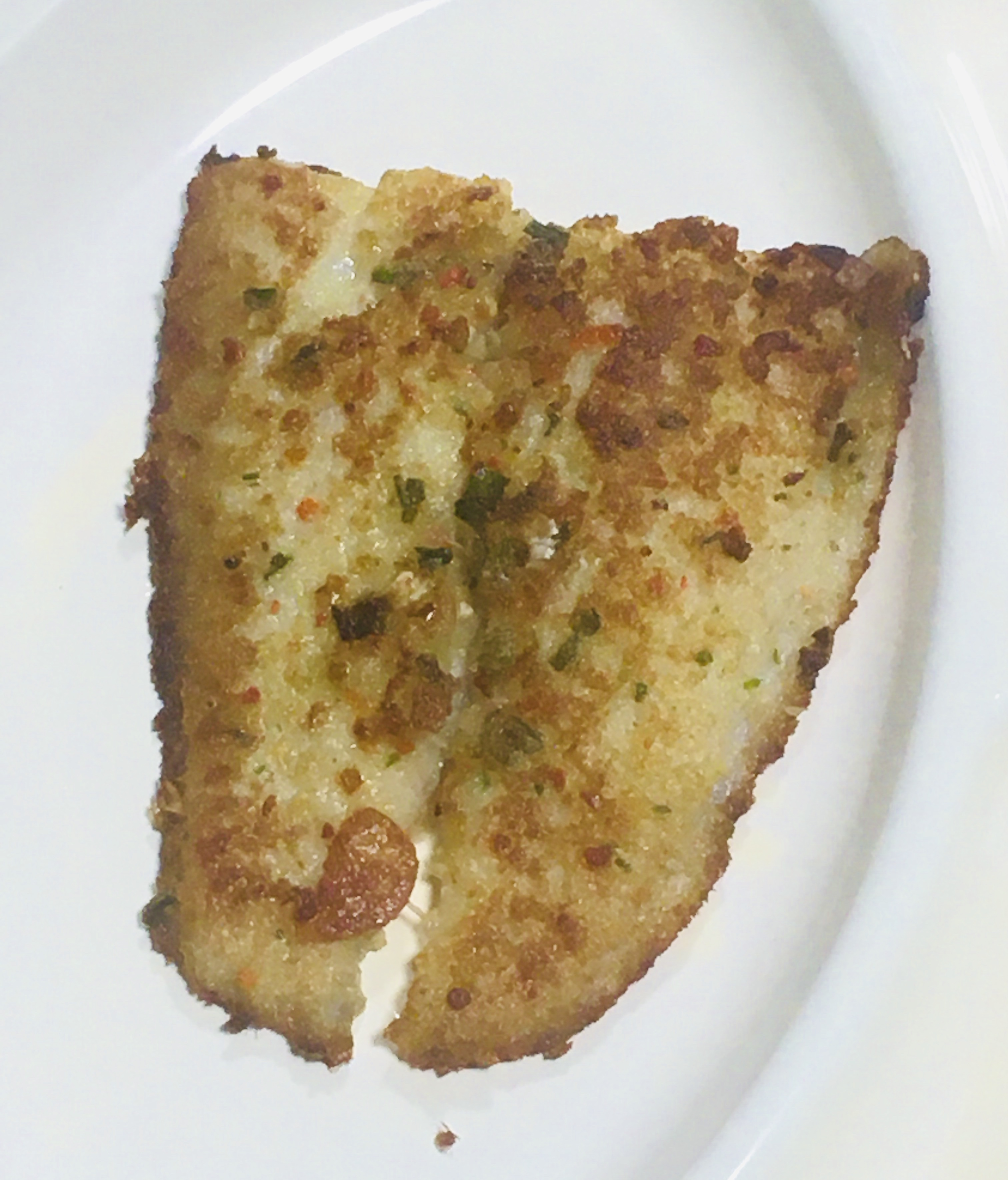
調理されたパンガシウス

本科のある種はあっさりした白身魚で美味であり、広く食用にされる。近年は大規模に養殖されている。バサなどのベトナム産の養殖パンガシウスは植物性の飼料を摂取するため生産コストが安く、中華料理の蒸し魚、白身魚のフライおよびそれを使うフィッシュ・アンド・チップス、フィッシュバーガーなどに加工するため、中華人民共和国や日本、欧米へ大量に輸出されている。